# Rorippa megasperma
Rorippa megasperma är en korsblommig växtart som beskrevs av Ronald Lewis Stuckey. Rorippa megasperma ingår i släktet fränen, och familjen korsblommiga växter. Inga underarter finns listade i Catalogue of Life.